# Jaunsari jezik
Jaunsari jezik (ISO 639-3: jns; jansauri, jaunsauri, pahari), indoarijski jezik zapadnopaharske podskupine, kojim govori oko 100 000 ljudi (2001) iz plemena Jaunsari u Uttarakhandu u Indiji.
Postoje dva dijalekta jaunsari i jaunsari-bawari. Piše se devanagarijem.

## Vanjske poveznice
- Ethnologue (14th)
- Ethnologue (15th)